# Гаррелсвер
Гаррелсвер (нід. Garrelsweer, нід. вимова: [ɣɑrəlsˈʋeːr]) — село в нідерландській провінції Гронінген. Входить до складу муніципалітету Емсделта.
Його площа становить 0,26км², а населення станом на 2021 рік складало 450 осіб.
Перша згадка про населений пункт датується 1057 роком.

## Галерея

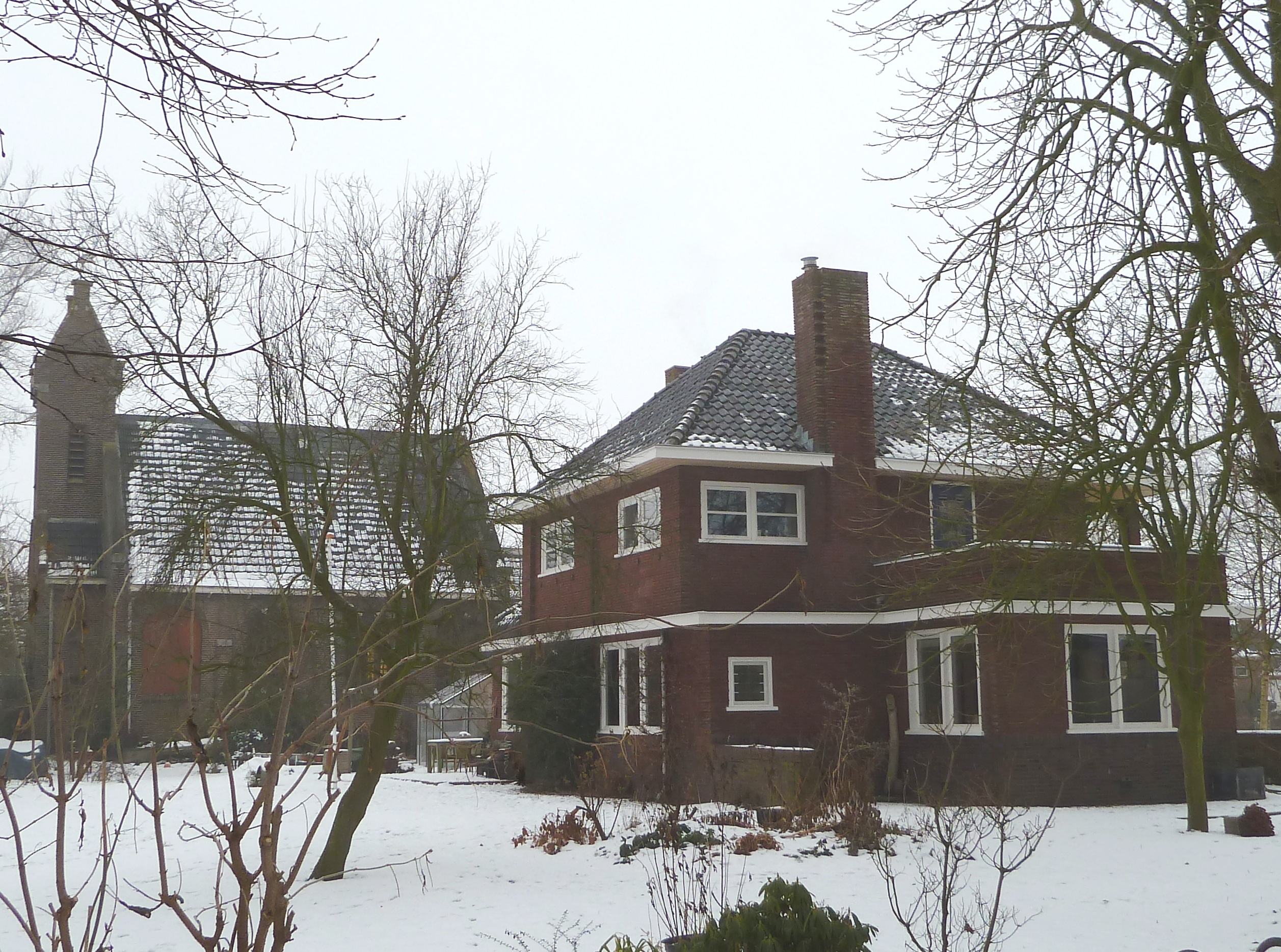
Будинок почту
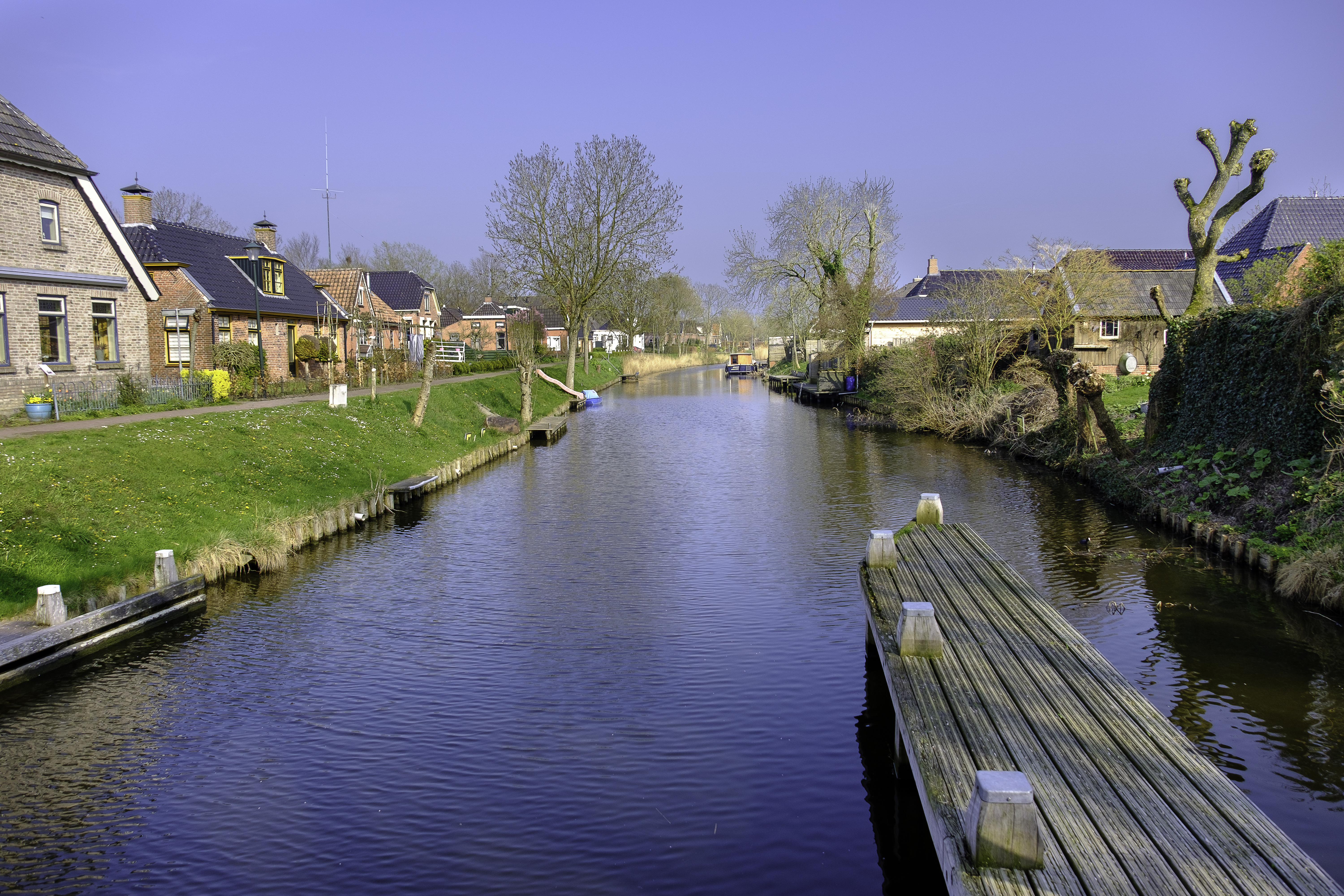
Канал у селі
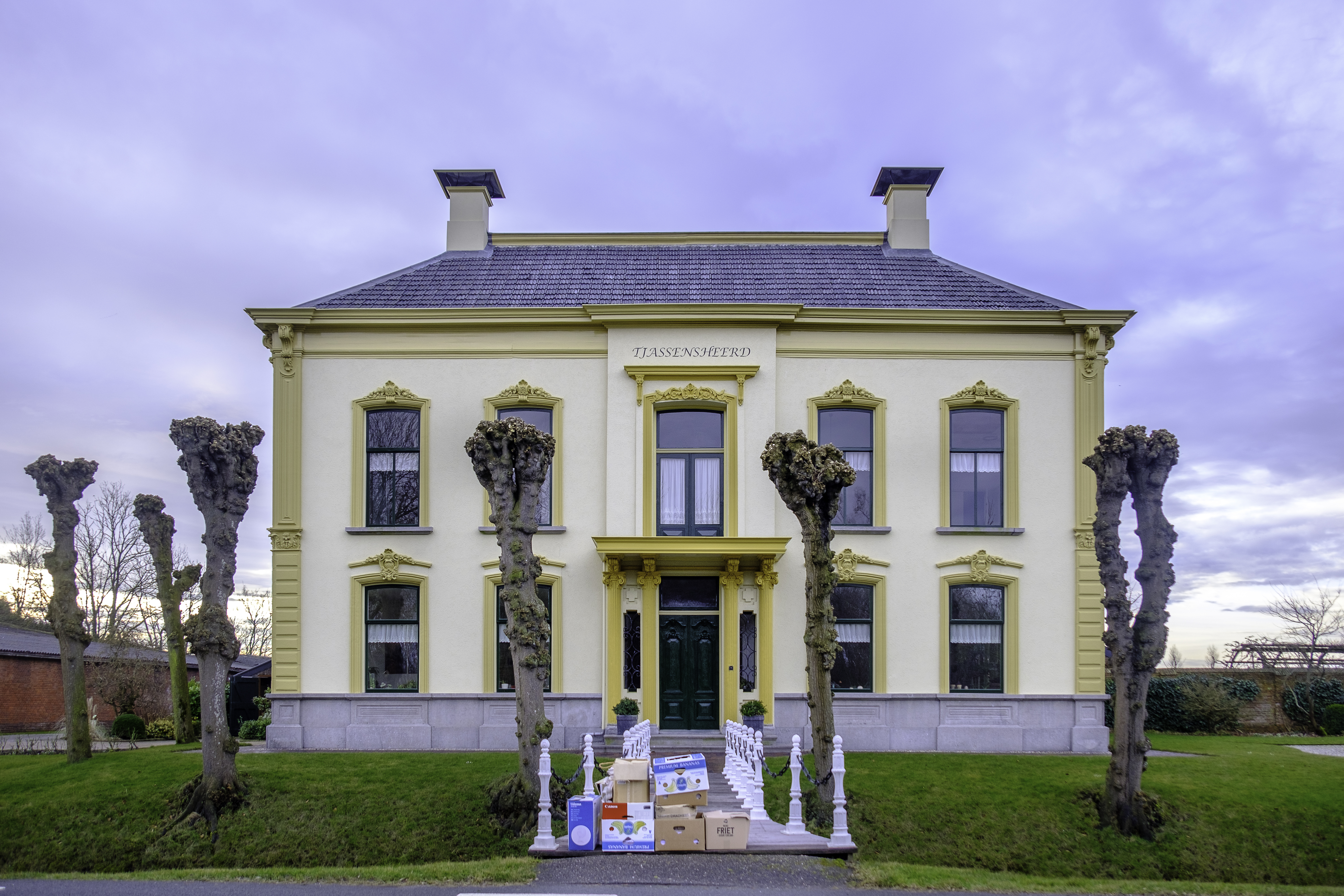
Вілла Tjassensheerd
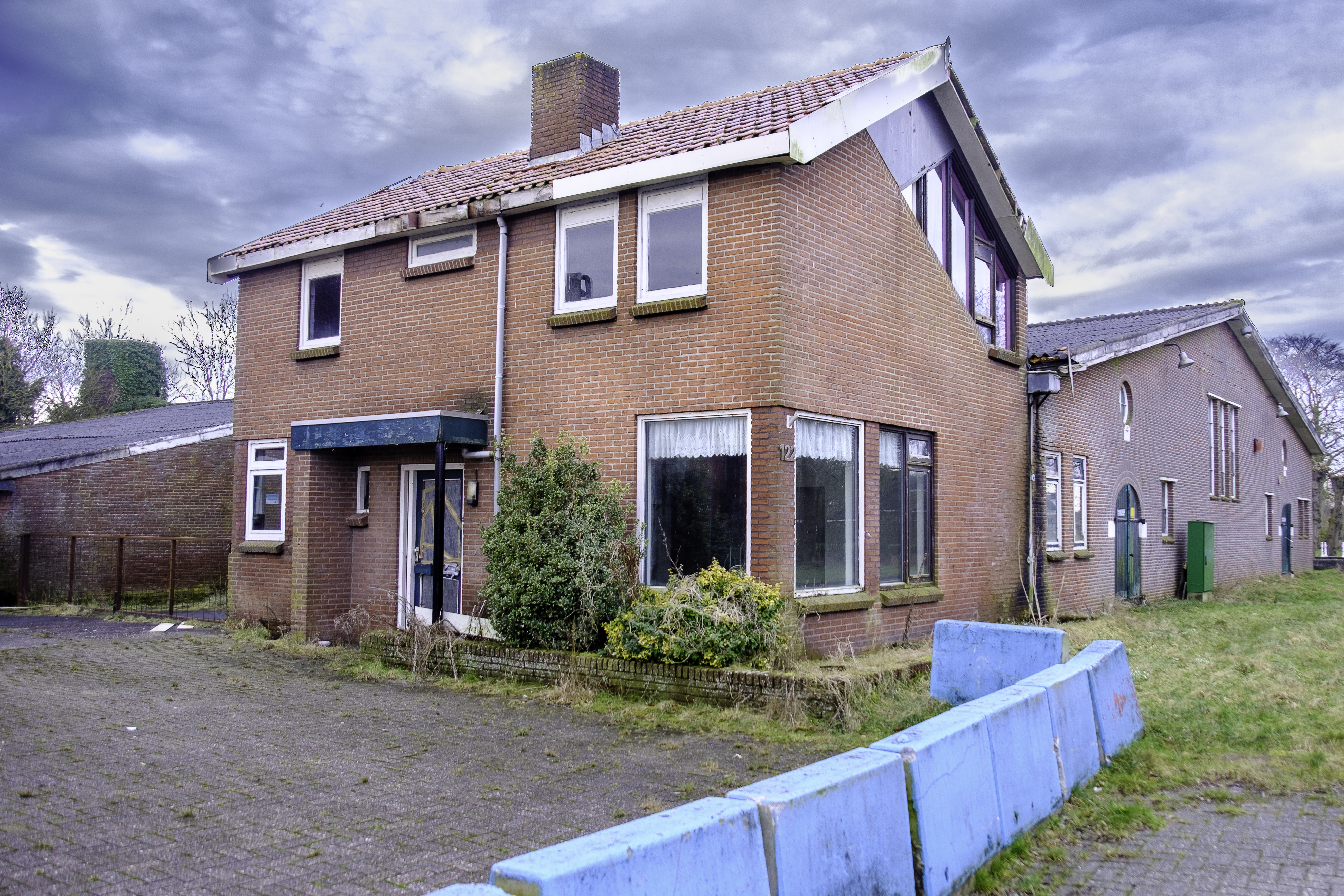
Сільський будинок